# Masahiro Andó
Masahiro Andó (japonsky 安藤正裕; * 2. dubna 1972) je bývalý japonský fotbalista a reprezentant. Hrál na postu obránce. Celou profesionální kariéru strávil v Japonsku.

## Reprezentační kariéra
Masahiro Andó odehrál 1 reprezentační utkání v dresu A-mužstva Japonska. S japonskou reprezentací se zúčastnil jihoamerického turnaje Copa América 1999.

## Statistiky
| Japonsko | Japonsko | Japonsko |
| Roky     | Záp.     | Góly     |
| -------- | -------- | -------- |
| 1999     | 1        | 0        |
| Celkem   | 1        | 0        |